# Nurith Aviv
Nurith Aviv est une réalisatrice et directrice de la photographie française, née le 11 mars 1945 à Tel Aviv, à l'époque en Palestine mandataire.

## Biographie
Nurith Aviv a réalisé quatorze films documentaires, en mettant la question de la langue au cœur de sa recherche personnelle et cinématographique,.
Première femme à être reconnue comme directrice de la photographie par le CNC, elle a fait l’image d’une centaine de films de fiction et de documentaires (pour, entre autres : Agnès Varda, Amos Gitaï, René Allio ou Jacques Doillon).
Régulièrement présentés, ses films font l'objet d'une reconnaissance nationale et internationale.
En 2019, elle a reçu le Grand Prix du Rayonnement de la langue et de la littérature françaises décerné par l'Académie française (proposé par Amin Maalouf).
En 2015, une rétrospective, Filiations, langues, lieux, lui a été consacrée au Centre Pompidou, incluant 40 films qu’elle a réalisés ou dont elle a fait l’image.
Elle a été la lauréate du prix Édouard-Glissant 2009.
En 2008, une rétrospective de ses films a eu lieu au Jeu de Paume.
Les projections de ses derniers films étaient, au cinéma Les 3 Luxembourg, accompagnés de nombreuses rencontres avec des écrivains, des philosophes, des psychanalystes.
Le documentaire Nurith Aviv, Woman with a camera, réalisé en 2023 par Zohar Behrendt, lui est consacré.

## Filmographie

### En tant que réalisatrice
- 1989 : Kafr Qara, Israël (66 minutes)
- 1992 : La Tribu européenne (75 minutes)
- 1997 : Makom, Avoda (81 minutes)
- 2000 : Circoncision (52 minutes)[8]
- 2001 : Allenby, passage (5 minutes)
- 2002 : Vaters land/Perte (30 minutes)
- 2004 : D'une langue à l'autre (55 minutes)[9]
- 2004 : L'Alphabet de Bruly Bouabré (17 minutes)
- 2008 : Langue sacrée, langue parlée (73 minutes)[10]
- 2011 : Traduire
- 2013 : Annonces (64 minutes)
- 2015 : Poétique du cerveau (66 minutes)[11]
- 2017 : Signer en langues (8 minutes)
- 2018 : Signer (60 minutes)
- 2020 : Yiddish (60 minutes)
- 2022 : Des mots qui restent[12]
- 2024 : Lettre errante

### En tant que directrice de la photographie
- 1975 : Daguerréotypes, d'Agnès Varda
- 1975 : Histoire de Paul de René Féret
- 1976 : Moi, Pierre Rivière, ayant égorgé ma mère, ma sœur et mon frère... de René Allio
- 1976 : Plaisir d'amour en Iran d'Agnès Varda
- 1979 : Mais ou et donc Ornicar d'Bertrand Van Effenterre
- 1984 : Ananas de Amos Gitaï
- 1996 : Clando de Jean-Marie Teno

| 1967      | Le Temps de Rosko D.Jaeggi et O.Roos (court-métrage, France)                               |
| 1968      | Les lycéens E. Leube (documentaire, Allemagne)                                             |
| 1969      | Shabloul (L'escargot) Boaz Davidson (fiction, Israël)                                      |
| 1969-1973 | reportages pour la télévision israélienne                                                  |
| 1973      | Erica Minor Bertrand Van Effenterre (fiction, France-Suisse)                               |
| 1974      | 9 mois de tournage avec les pensionnaires de la clinique psychiatrique « La Chesnaie »     |
|           | Histoire de Paul René Féret (fiction, France)                                              |
| 1975      | Daguerréotypes Agnès Varda (documentaire, France)                                          |
|           | Anna et Edith C. Perincioli et G. Neuhaus (fiction, Allemagne)                             |
| 1976      | Moi Pierre Rivière ayant égorgé ma mère, ma sœur et mon frère René Allio (fiction, France) |
|           | L'une chante, l'autre pas (cadre) Agnès Varda (fiction, France)                            |
| 1977      | Femmes de pêcheurs Dacia Maraini (documentaire, Italie)                                    |
|           | Femmes du pays Lobi Dacia Maraini (documentaire, Italie)                                   |
|           | Femmes en ville Dacia Maraini (documentaire, Italie)                                       |
|           | Io sono mia S. Scandura (fiction, Italie)                                                  |
|           | La fille de Prague avec un sac très lourd D. Jaeggi (fiction, France)                      |
| 1978      | Mais où est donc Ornicar B. Van Effenterre (fiction, France)                               |
|           | Une femme comme Eve N. Van Brakel (fiction, Pays-Bas)                                      |
| 1979      | Les rondes I. Schori (fiction, Israël)                                                     |
|           | Libération G. Palafox (fiction, Mexique)                                                   |
|           | Am halben Weg D. Damek (fiction, Allemagne)                                                |
| 1980      | Ma mère Michal Bat-Adam (fiction, Israël)                                                  |
|           | Schlag zeilen D. Damek (fiction, Allemagne)                                                |
| 1981      | Immigré italien en Allemagne H. J. Weyhmüller (documentaire, Allemagne)                    |
|           | The French William Klein (documentaire, France)                                            |
| 1982      | Documenteur Agnès Varda (fiction, France)                                                  |
|           | Premiers amours Michal Bat-Adam (fiction, Israël)                                          |
|           | Anu Banu ou les filles de l'utopie Edna Politi (documentaire, Allemagne-Israël)            |
|           | Journal de campagne Amos Gitaï (documentaire, France-Israël)                               |
|           | Ananas Amos Gitaï (documentaire, France)                                                   |
| 1983      | China in change T. Meyer (documentaire, Angleterre)                                        |
|           | Jean Gina Bella J.P. Farbus (fiction, France-Belgique)                                     |
|           | El filandon (La veillée) J.M. Sarmiento (fiction, Espagne)                                 |
|           | La nuit où est né le roi Jad Neeman (fiction, Israël)                                      |
| 1984      | Atalia A. Tewet (fiction, Israël)                                                          |
|           | Sept pièces, cuisine, salle de bain à saisir Agnès Varda (court-métrage, France)           |
| 1985      | Enfant de sexe désiré Mira Nair (documentaire, Inde)                                       |
|           | Die Frau mit den Karfunkelsteinen D. Damek (fiction, Allemagne)                            |
|           | Ester (cadre) Amos Gitaï (fiction, Israël)                                                 |
| 1986      | Pont en papier Ruth Beckermann (fiction, Allemagne-Autriche)                               |
|           | Histoire d'un sort Ilan Flammer (documentaire, France)                                     |
|           | Von Adams Frust und Evas Brust H. Sander (court-métrage, Allemagne)                        |
|           | Aqabat Jabert, vie de passage Eyal Sivan (documentaire, France)                            |
|           | Conversation avec ma mère S. Poyraz (documentaire, Allemagne)                              |
|           | Retour à Oujda Charlotte Szlovak (documentaire, France)                                    |
| 1987      | Brand new day Amos Gitaï (fiction, Angleterre)                                             |
|           | Les carmélites I. Oppermann (documentaire, Allemagne)                                      |
|           | Kumerada, Inde E. Hoffmann (documentaire, Allemagne)                                       |
|           | Leo Castelli Claude Berri (documentaire, France)                                           |
|           | Jane B. par Agnès V. Agnès Varda (fiction, France)                                         |
| 1988      | Body bony J. J. Aichholzer (fiction, Autriche)                                             |
|           | Pour un oui ou pour un non Jacques Doillon (fiction, France)                               |
| 1989      | Berlin-Jérusalem (partie Israël) Amos Gitaï (fiction, France-Israël)                       |
|           | Création du Golem Amos Gitaï (docu-drama, France)                                          |
|           | Roger Planchon Dominique Gros (documentaire, France)                                       |
|           | Calligraphie M. Storck (documentaire, France-Belgique)                                     |
| 1990      | Lung Ta F.C. Giercke et M. Jaoul de Pongeville (fiction, France)                           |
|           | Sur les traces d'Alexandra David Néel M. Jaoul de Pongeville (documentaire, France)        |
|           | Inventaire avant fermeture Bernard Mangiante (documentaire, France)                        |
| 1991      | Théâtre à l'étude Dominique Gros (documentaire, France)                                    |
|           | Wadi Amos Gitaï (docupmentaire, France-Israël)                                             |
|           | Mériaux frères C. Delœil (court-métrage, France)                                           |
|           | Des tours et des chemins C. Briet (court-métrage, France)                                  |
|           | M.M. in motion Vivian Ostrovsky (court-métrage, France)                                    |
| 1992      | Dialogues dans le marécage (M. Yourcenar) Dominique Gros (fiction, France)                 |
|           | Promenade avec Julio Maururi Sabine Mamon (documentaire, France)                           |
| 1993      | Les porteurs d'ombres électriques H. et R. Cohen (documentaire, France)                    |
|           | Galilée, au nom des pierres B. Mangiante (documentaire, France)                            |
|           | Raisons d'État I. Benkemoun et F. Allégret (documentaire, France)                          |
|           | Queen Mary Amos Gitaï (documentaire, France)                                               |
|           | La vallée de la Wupper Amos Gitaï (documentaire, France)                                   |
| 1994      | Jerusalem, borderline syndrom Eyal Sivan (documentaire, France)                            |
|           | Tati, l'affaire est dans le sac C. Migeon (documentaire, France)                           |
|           | Aqbat Jaber, paix sans retour Eyal Sivan (documentaire, France)                            |
| 1995      | Paroles d'étranger J. M. Teno (fiction, France)                                            |
|           | La guerre des nerfs P. Stastny (documentaire, Autriche)                                    |
|           | Oskar und Jack F. Sandig (documentaire, Allemagne)                                         |
|           | Paris Was a woman Greta Schiller (documentaire, Allemagne)                                 |
| 1996      | L'Île des enfants Dominique Gros et Laure Adler (documentaire, France)                     |
|           | L'une comme l'autre S. Glaeser (documentaire, Allemagne)                                   |
| 1997      | Une maison à Jérusalem Amos Gitaï (documentaire, France)                                   |
|           | collaboration à l'émission « Brut » sur Arte                                               |
| 1998      | Ein fluchtiger zug nach dem orient R. Beckerman (documentaire, Autriche)                   |
|           | Un signe du ciel Ariella Azoulay (documentaire, Israël)                                    |
|           | Sion Amos Gitaï (documentaire, France)                                                     |
| 1999      | Tezkar M. Ketcham (documentaire, France)                                                   |
| 2000      | Home Mad(e) Ruth Beckerman (documentaire, Autriche)                                        |
| 2001      | Amour ineffable Shiri Tsur (documentaire, Israël)                                          |
|           | Wadi grand canyon Amos Gitaï (documentaire, France-Israël)                                 |
| 2002      | Purity Anat Zuria (documentaire, Israël)                                                   |
|           | Forget Baghdad Samir (documentaire, Suisse)                                                |
| 2003      | J'ai rêvé d'une grand étendue d'eau Laurence Petit-Jouvet (documentaire, France)           |
|           | La tresse de ma mère Iris Sara Schiller (vidéo art, France)                                |
|           | collaboration à l'émission « La nuit » sur Arte                                            |
| 2005      | Kurt Masur in Brazil Amit Breuer (documentaire, Canada)                                    |
|           | Zorros Bar Mizwa Ruth Beckermann (documentaire, Autriche)                                  |
| 2006      | Michael Haneke chez Don Giovanni à Paris Bernard Mangiante (documentaire, France)          |
|           | Mother Timna Rosenheimer (documentaire, Israël)                                            |